# Monumento a Mendizábal (Madrid)
El monumento a Mendizábal fue una pieza de arte público erigida en Madrid. Ubicado en la plaza del Progreso, el monumento consistía en una estatua de bronce de Juan Álvarez Mendizábal, arquitecto de las reformas liberales en España en la década de 1830, y de un sencillo pedestal pétreo. El monumento fue derribado en 1939 por las tropas franquistas entrantes en la ciudad.

## Historia y descripción

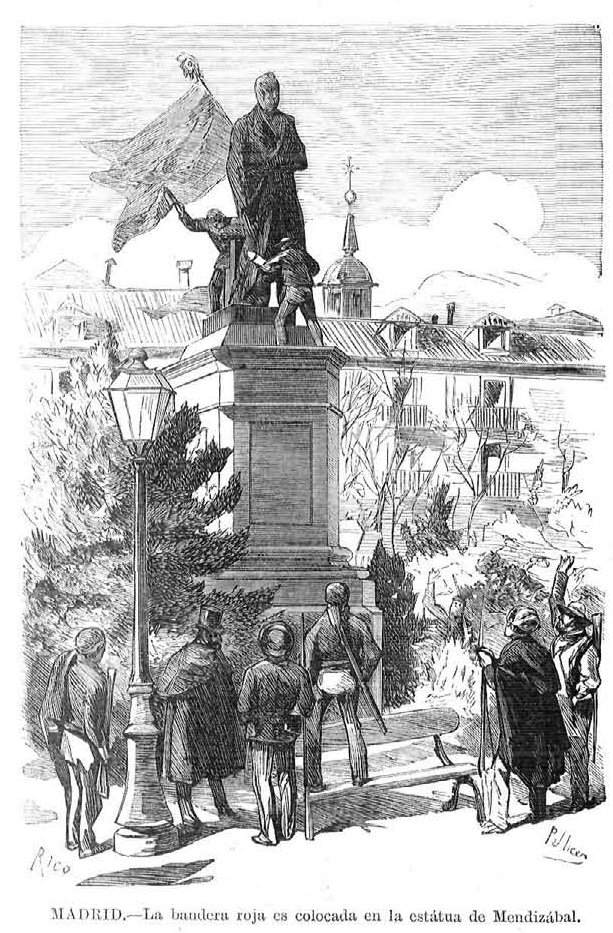
La bandera roja es colocada en la estatua en 1873

Obra de José Gragera, el proyecto fue adjudicado tras el fallecimiento de Mendizábal en 1853; la escultura fue fundida en bronce por Eck y Durand en París.  Llegó a Madrid en 1857. Tras una serie de dilaciones en relación con indecisiones por la ubicación del monumento, las obras para instalar el monumento en la plaza del Progreso comenzaron finalmente en 1868. El monumento fue inaugurado el 6 de junio de 1869, durante una ceremonia a la que asistió el general Serrano y un niño nieto de Mendizábal.
La estatua del político vestía levita, pantalones y chaleco, ejecutando la tradicional pose decimonónica de introducirse la mano (en este caso la izquierda) bajo el chaleco a media altura. El austero pedestal prismático carecía de elementos ornamentales y llegó incluso a carecer de una inscripción haciendo referencia al nombre del político hasta 1904.
Con la entrada de las tropas franquistas en Madrid en 1939 hacia el fin de Guerra Civil, el monumento fue derribado y retirado de su ubicación. El bronce de la estatua pudo haber sido refundido en otra escultura. La plaza del Progreso fue rebautizada como «plaza de Tirso de Molina» y una escultura representando a este último autor reemplazó al monumento original en 1943.